# Federazione Mondiale dei Sordi
La Federazione Mondiale dei Sordi, sigla FMS (in inglese World Federation of the Deaf, WFD), è un'organizzazione internazionale non governativa centrale di associazioni nazionali di persone Sorde, con una adesione correnti delle associazioni in 130 paesi in tutto il mondo. I membri associati, internazionali e singoli anche recuperare base associativa della direttiva quadro sulle Comunità Sorde. Si occupa dei diritti, della salvaguardia all'Identità Sorda e della Cultura Sorda, all'insegnamento della Lingua dei Segni, tutela e protezione dei Sordi in ogni Nazione appartenente.

## Storia
Venne fondata a Roma il 18 settembre 1951 in occasione del primo Congresso delle associazioni nazionali di sordi, coordinato dall'Ente nazionale sordi; furono fondamentali Cesare Magarotto e Vittorio Ieralla nel creare una rete di rapporti politici con le varie federazioni nazionali del mondo. I Paesi partecipanti furono circa 20, per un totale di circa 600 membri, Sordi e non sordi. A Roma si apri il primo Congresso Mondiale dei Sordi che sancì la nascita di quest'organizzazione importante. La sede, dal 1952, a Roma nei pressi della stessa sede dell'Ente Nazionale Sordi. Dal 1970 fu spostata la sede in Finlandia, a Helsinki.

### Anni 2023
Durante il Congresso del 2023 a Jeju in Corea del Sud, si è riunita l'assemblea generale sotto la guida della presidenza di Joseph Murray per la scelta del prossimo congresso (Congresso WFD 2027) in cui i delegati hanno votato e scelto il Paese ospitante, gli Emirati Arabi Uniti; tale decisione ha provocato proteste da parte della stessa comunità sorda sui social network al punto da creare una petizione per chiedere il cambio della sede del futuro congresso.
A causa di forti pressioni sempre tramite social network come Instagram, Twitter e Threads, le organizzazioni dei sordi LGBTQI+ hanno boicottato l'assegnazione del prossimo congresso negli Emirati Arabi Uniti, tanto da far convocare un nuovo congresso per il 14 luglio. Il 15 luglio, alla cerimonia di chiusura del congresso, 33 associazioni dei disabili uditivi in rappresentanza degli Stati arabi hanno deciso di abbandonare il WFD per solidarietà verso le comunità sordi di questi ultimi.

## Lingue

### Lingue dei segni ufficiali
- Lingua dei segni italiana (LIS, Lingua dei Segni Italiana)
- Lingua dei segni francese (LSF, Langue des Signes Française)
- Lingua dei segni americana (ASL, American Sign Language)
- Lingua dei segni britannica (BSL, British Sign Language)
- Lingua dei segni neozelandese (NZSL, New Zealand Sign Language)
- Lingua dei segni giapponese (JSL, Shuwa o Temane)
- Lingua dei segni russa (RZY, Russkij Žestovyj Âzyk, Russkii Zhestovyi Yazyk, Русский Жестовый Язык)
- Lingua dei segni tedesca (DGS, Deutsche Gebärdensprache)
- Lingua dei segni coreana (KSL, 수화 手話, Suhwa)
- Lingua dei segni keniota (LIK, Lugha ya Ishara ya Kenya)
- Lingua dei segni maltese (LSM, Lingwa tas-Sinjali Maltija)
- Lingua dei segni brasiliana (LIBRAS, Língua Brasileira de Sinais)
- Lingua dei segni nepalese (NeSL, नेपाली सांकेतिक भाषा)
- Lingua dei segni somala (SSL, Luqadda Soomaliga ee Soomaaliga)
- Lingua dei segni australiana (AUSLAN, Australian Sign Language)

## Congressi federali
| Numero     | Anno | Mese/Giorno             | Luogo                                  | Tema                                             |
| ---------- | ---- | ----------------------- | -------------------------------------- | ------------------------------------------------ |
| 1 (I)      | 1951 | 21 settembre            | Roma, Italia                           | (nessun tema)                                    |
| 2 (II)     | 1955 |                         | Zagabria, Jugoslavia                   | (nessun tema)                                    |
| 3 (III)    | 1959 | 22-26 agosto            | Wiesbaden, Repubblica Federale Tedesca | (nessun tema)                                    |
| 4 (IV)     | 1963 | 17-21 agosto            | Stoccolma, Svezia                      | (nessun tema)                                    |
| 5 (V)      | 1967 | 10-17 agosto            | Varsavia, Polonia                      | The Deaf Among Hearing Persons                   |
| 6 (VI)     | 1971 | 31 luglio - 5 agosto    | Parigi, Francia                        | The Deaf Person in the World in Evolution        |
| 7 (VII)    | 1975 | 31 luglio 31 - 8 agosto | Washington, Stati Uniti d'America      | Full Citizenship for All Deaf People             |
| 8 (VIII)   | 1979 |                         | Varna, Bulgaria                        | The Deaf People in Modern Society                |
| 9 (IX)     | 1983 |                         | Palermo, Italia                        | Deafness Today & Tomorrow: Reality & Utopia      |
| 10 (X)     | 1987 | 20-28 luglio            | Espoo (Helsinki), Finlandia            | One World - One Responsibility                   |
| 11 (XI)    | 1991 | luglio                  | Tokyo, Giappone                        | Equality and Self-Reliance                       |
| 12 (XII)   | 1995 | 6-15 luglio             | Vienna, Austria                        | Towards Human Rights                             |
| 13 (XIII)  | 1999 | 25-31 luglio            | Brisbane, Australia                    | Diversity and Unity                              |
| 14 (XIV)   | 2003 | 18-26 luglio            | Montréal, Canada                       | Opportunities and Challenges in the 21st Century |
| 15 (XV)    | 2007 | 16-22 luglio            | Madrid, Spagna                         | Human Rights through Sign Languages              |
| 16 (XVI)   | 2011 | 18-24 luglio            | Durban, Sudafrica                      | Global Deaf Renaissance                          |
| 17 (XVII)  | 2015 | 28 luglio - 2 agosto    | Istanbul, Turchia                      | Renforcer la diversité humaine                   |
| 18 (XVIII) | 2019 | 23 - 27 luglio          | Parigi, Francia                        | Sign Language Rights for All                     |
| 19 (XIX)   | 2023 | 11 - 15 luglio          | Seul, Corea del Sud                    | Securing Human Rights in Times of Crisis         |
| 20 (XX)    | 2027 | N/A                     |                                        | N/A                                              |

## Membri ordinari
| Numero        | Anno | Nazione                                         | Sigla          | Associazione |
| ------------- | ---- | ----------------------------------------------- | -------------- | --- |
| 1 (I)         | 1932 | Italia                                          | ENS            | Ente nazionale sordi |
| 3 (III)       |      | Albania                                         | ANAD           | Albanian National Association of the Deaf                                                                                           |
| 5 (V)         |      | Argentina                                       | CoASo          | Confederación Argentina de Sordomudos                                                                                               |
| 6 (VI)        |      | Armenia                                         | --             | Armenian Deaf Society |
| 7 (VII)       |      | Australia                                       | AUS DEAF       | Deaf Australia |
| 8 (VIII)      |      | Austria                                         | OEGLB          | Österreichischer Gehörlosenbund |
| 9 (IX)        |      | Azerbaigian                                     | AZOG           | Azerbaijan Society of the Deaf |
| 10 (X)        |      | Bangladesh                                      | BNFD           | Bangladesh National Federation of the Deaf                                                                                          |
| 11 (XI)       |      | Bielorussia                                     | BELOG          | Byelorussian Society of the Deaf |
| 12 (XII)      |      | Belgio                                          | FFSB - FEVLADO | Fédération Francophone des Sourds de Belgique Federatie van Vlaamse Doven Organisaties                                              |
| 13 (XIII)     |      | Benin                                           | EPHA           | Association Nationale des Sourds du Benin                                                                                           |
| 14 (XIV)      |      | Bolivia                                         | FEBOS          | Federación Boliviana de Sordos |
| 15 (XV)       |      | Bosnia ed Erzegovina                            | DEAF-BIH       | Association of the Deaf and Hard of Hearing                                                                                         |
| 16 (XVI)      |      | Botswana                                        | BAOD           | Botswana Association of the Deaf |
| 17 (XVII)     |      | Brasile                                         | FENEIS         | Federación Nacional de Educacione Integracao dos Surdos                                                                             |
| 18 (XVIII)    |      | Bulgaria                                        | SGB            | Union of the Deaf in Bulgaria |
| 19 (XIX)      |      | Burkina Faso                                    | UNADAB         | Union Nationale des Associations des Deficients Auditifs du Burkina                                                                 |
| 20 (XX)       |      | Burundi                                         | BNADeaf        | Association Nationale des Sourds du Burundi                                                                                         |
| 21 (XXI)      |      | Camerun                                         | ANSCAM         | Association Nationale des Sourds du Cameroun National Association of the Deaf of Cameroon                                           |
| 22 (XXII)     |      | Canada                                          | CAD            | Canadian Association of the Deaf Association des Sourds du Canada                                                                   |
| 23 (XXIII)    |      | Ciad                                            | ANDAT          | Chadian National Association of the Hearing Impaired                                                                                |
| 24 (XXIV)     |      | Cile                                            | ASOCH          | Asociación de Sordos de Chile |
| 25 (XXV)      |      | Cina                                            | CDPF           | China Association of the Deaf |
| 26 (XXVI)     |      | Colombia                                        | FENASCOL       | Federación Nacional de Sordos de Colombia                                                                                           |
| 27 (XXVII)    |      | Repubblica Democratica del Congo                | ---            | Association Nationale des Sourds du Congo                                                                                           |
| 28 (XXVIII)   |      | Repubblica del Congo                            | ANSDACO        | Association Nationale des Sourds et Deficients Auditifs du Congo                                                                    |
| 29 (XXXIX)    |      | Costa Rica                                      | ANASCOR        | Asociación Nacional de Sordos de Costa Rica                                                                                         |
| 30 (XXX)      |      | Costa d'Avorio                                  | ANASOCI        | Association Nationale des Sourds de Cote d'Ivoire                                                                                   |
| 31 (XXXI)     |      | Croazia                                         | GLUHIH         | Croatian Association of the Deaf and Hard of Hearing                                                                                |
| 32 (XXXII)    |      | Cuba                                            | ANSOC          | Asociación Nacional de Sordos de Cuba                                                                                               |
| 33 (XXXIII)   |      | Cipro                                           | CYDF           | Cyprus Deaf Federation |
| 34 (XXXIV)    |      | Repubblica Ceca                                 | SNNCR          | Union of the Deaf and Hard of Hearing in the Czech Republic                                                                         |
| 35 (XXXV)     |      | Danimarca                                       | DDL            | Danske Døves Landsforbund |
| 36 (XXXVI)    |      | Repubblica Dominicana                           | ANSORDO        | Asociación Nacional de Sordos de la Republica Dominicana                                                                            |
| 37 (XXXVII)   |      | Ecuador                                         | FENESEC        | Federación Nacional de Sordos de Ecuador                                                                                            |
| 38 (XXXVIII)  |      | El Salvador                                     | ASS            | Asociación Salvadoreña de Sordos |
| 39 (XXXIX)    |      | Eritrea                                         | ENAD           | National Deaf Association of Eritrea                                                                                                |
| 40 (XL)       |      | Estonia                                         | EKL            | Eesti Kurtide Liit |
| 41 (XLI)      |      | Etiopia                                         | ENAD           | Ethiopian National Association of the Deaf                                                                                          |
| 42 (XLII)     |      | Figi                                            | FAD            | Fiji Association of the Deaf |
| 43 (XLIII)    |      | Finlandia                                       | FAD            | The Finnish Association of the Deaf                                                                                                 |
| 44 (XLIV)     | 1897 | Francia                                         | FNSF           | Fédération Nationale des Sourds de France                                                                                           |
| 45 (XLV)      |      | Gambia                                          | GADHOH         | Gambia Association of the Deaf and Hard of Hearing                                                                                  |
| 46 (XLVI)     |      | Georgia                                         | UDG            | Union of the Deaf of Georgia |
| 47 (XLVII)    |      | Germania                                        | DGB            | Deutscher Gehörlosen-Bund |
| 48 (XLVIII)   |      | Ghana                                           | GNAD           | Ghana National Association of the Deaf                                                                                              |
| 49 (XLIX)     |      | Grecia                                          | HFD            | Hellenic Federation of the Deaf |
| 50 (L)        |      | Guatemala                                       | ASORGUA        | Asociación de Sordos de Guatemala                                                                                                   |
| 51 (LI)       |      | Guinea                                          | AGS            | Association Guinéenne des Sourds |
| 52 (LII)      |      | Honduras                                        | ANSH           | Asociación Nacional de Sordos de Honduras                                                                                           |
| 53 (LIII)     |      | Hong Kong                                       | HKAD           | Hong Kong Association of the Deaf                                                                                                   |
| 54 (LIV)      |      | Ungheria                                        | SINOSZ         | Siketek és Nagyothallók Országos Szövetsége                                                                                         |
| 55 (LV)       |      | Islanda                                         | FH             | Félag heyrnarlausra |
| 56 (LVI)      |      | India                                           | AIFD           | All India Federation of the Deaf |
| 57 (LVII)     |      | Indonesia                                       | IAWD           | Indonesian Association for the Welfare of the Deaf                                                                                  |
| 59 (LIX)      |      | Irlanda                                         | IDS            | Irish Deaf Society |
| 60 (LX)       |      | Israele                                         | ADI            | The Association of the Deaf in Israel                                                                                               |
| 61 (LXI)      |      | Giappone                                        | JFD            | Japanese Federation of the Deaf |
| 62 (LXII)     |      | Kazakistan                                      | KSD            | Kazakhstan Society of the Deaf |
| 63 (LXIII)    |      | Kenya                                           | KNAD           | Kenya National Association of the Deaf                                                                                              |
|               |      | Kosovo                                          | KAD            | Kosovar Association of the Deaf |
| 64 (LXIV)     |      | Corea del Sud                                   | SKAD           | South - Korean Association of the Deaf                                                                                              |
| 66 (LXVI)     |      | Lettonia                                        | LNS            | Latvian Association of the Deaf |
| 68 (LXVIII)   |      | Lesotho                                         | NADL           | National Association of the Deaf Lesotho                                                                                            |
| 69 (LXIX)     |      | Liberia                                         | LNAD           | Liberia National Association of the Deaf                                                                                            |
| 71 (LXXI)     |      | Lituania                                        | LKS            | Lithuanian Deaf Association |
| 72 (LXXII)    |      | Macao                                           | CTM            | Macau Deaf Association |
| 73 (LXXIII)   |      | Macedonia del Nord                              | SGNM           | Association of the Deaf and Hard of Hearing of Macedonija                                                                           |
| 74 (LXXIV)    |      | Madagascar                                      | FMM            | Federation of the Deaf in Madagascar                                                                                                |
| 75 (LXXV)     |      | Malawi                                          | MANAD          | Malawi National Association of the Deaf                                                                                             |
| 76 (LXXVI)    |      | Malaysia                                        | MFD            | Malaysia Federation of the Deaf |
| 77 (LXXVII)   |      | Mali                                            | AMASourds      | Mali Association of the Deaf |
| 78 (LXXVIII)  |      | Malta                                           | GPNS           | Gaqda Persuni Neqsin mis-Smig |
| 79 (LXXIX)    |      | Messico                                         | FEMESOR        | Federación Mexicana de Sordos |
| 80 (LXXX)     |      | Moldavia                                        | ---            | Association of the Deaf of Republic Moldova                                                                                         |
| 81 (LXXXI)    |      | Mongolia                                        | MGLD           | Mongolian Association of the Deaf                                                                                                   |
| 83 (LXXXIII)  |      | Mozambico                                       | ADM            | Association of the Deaf in Mozambique                                                                                               |
| 84 (LXXXIV)   |      | Namibia                                         | NNAD           | Namibian National Association of the Deaf                                                                                           |
| 85 (LXXXV)    |      | Nepal                                           | NDFN           | Nepal Deaf Federation |
| 86 (LXXXVI)   |      | Paesi Bassi                                     | ---            | Dovenschap |
| 87 (LXXXVII)  |      | Nuova Zelanda                                   | DANZ           | Deaf Aotearoa New Zealand |
| 88 (LXXXVIII) |      | Nicaragua                                       | ANSNIC         | Asociación Nacional de Sordos de Nicaragua                                                                                          |
| 89 (LXXXIX)   |      | Niger                                           | ASN            | Association des Sourds du Niger |
| 90 (XC)       |      | Nigeria                                         | NNAD           | Nigeria National Association of the Deaf                                                                                            |
| 91 (XCI)      |      | Norvegia                                        | NDB            | Norges Døveforbund |
| 93 (XCIII)    |      | Panama                                          | ANSPA          | Asociación Nacional de Sordos de Panamá                                                                                             |
| 94 (XCIV)     |      | Paraguay                                        | CSP            | Centro de Sordos del Paraguay |
| 95 (XCV)      |      | Perù                                            | ASP            | Asociacion de Sordos del Perú |
| 96 (XCVI)     |      | Filippine                                       | PFD            | Pilipinas Federation ng Bingi |
| 97 (XCVII)    |      | Polonia                                         | PZG            | Polski ZwiĄzek GŁuchych |
| 98 (XCVIII)   |      | Portogallo                                      | FPAS           | Federacão Portuguesa das Associacões de Surdos                                                                                      |
| 100 (C)       |      | Romania                                         | ANSR           | Asociatia Nationalá a Suzilor din Romania                                                                                           |
| 101 (CI)      |      | Russia                                          | A-RSD          | All-Russian Society of the Deaf |
| 102 (CII)     |      | Ruanda                                          | RNUD           | Rwanda National Union of the Deaf                                                                                                   |
| 103 (CIII)    |      | Senegal                                         | ANSS           | Association Nationale des Sourds du Senegal                                                                                         |
| 104 (CIV)     |      | Serbia                                          | SGNSCG         | Savez Gluvih - Nagluvih Srbije - Crne Gore                                                                                          |
| 105 (CV)      |      | Sierra Leone                                    | SLAD           | Association of the Deaf Sierra Leone                                                                                                |
| 106 (CVI)     |      | Singapore                                       | SAD            | The Singapore Association for the Deaf                                                                                              |
| 107 (CVII)    |      | Slovacchia                                      | ANEPS          | Asociácia Nepoćyjủcich Slovenska |
| 108 (CVIII)   |      | Slovenia                                        | ZGNS           | Zvesa društev gluhih in naglušnih Slovenije                                                                                         |
| 109 (CIX)     |      | Somalia                                         | SNAD           | Somali National Association of the Deaf                                                                                             |
| 110 (CX)      |      | Sudafrica                                       | DEAFSA         | Deaf Federation of South Africa |
| 111 (CXI)     |      | Spagna                                          | CNSE           | Confederación Estatal de Personas Sordas                                                                                            |
| 112 (CXII)    |      | Sri Lanka                                       | CFD            | Sri Lanka Central Federation of the Deaf                                                                                            |
| 113 (CXIII)   |      | Sudan                                           | SNSD           | Sudanese National Society for the Deaf                                                                                              |
| 114 (CXIV)    |      | Swaziland                                       | SNAD           | Swaziland National Association of the Deaf                                                                                          |
| 115 (CXV)     |      | Svezia                                          | SDR            | Swedish National Association of the Deaf                                                                                            |
| 116 (CXVI)    |      | Svizzera                                        | SGB-FSS        | Schweizerischer Gehörlosenbund (in tedesco) Fédération Suisse des Sourds (in francese) Federazione dei Sordi Svizzeri (in italiano) |
| 118 (CXVIII)  |      | Tagikistan                                      | ---            | Tajik Society of the Deaf |
| 119 (CXIX)    |      | Tanzania                                        | TAD            | Tanzania Association of the Deaf |
| 120 (CXX)     |      | Thailandia                                      | NADT           | National Association of the Deaf in Thailand                                                                                        |
| 121 (CXXI)    |      | Togo                                            | AST            | Association des Sourds du Togo |
| 122 (CXXII)   |      | Tunisia                                         | VST            | Association Voix du Sourd de Tunisie                                                                                                |
| 124 (CXXIV)   |      | Uganda                                          | UNAD           | Uganda National Association of the Deaf                                                                                             |
| 125 (CXXV)    |      | Ucraina                                         | USD            | Ukrainian Society of the Deaf |
| 126 (CXXVI)   |      | Regno Unito di Gran Bretagna e Irlanda del Nord | BDA            | British Deaf Association |
| 127 (CXXVII)  |      | Stati Uniti d'America                           | NAD            | National Association of the Deaf |
| 128 (CXXVIII) |      | Uruguay                                         | ASU            | Asociación de Sordos del Uruguay |
| 129 (CXXIX)   |      | Uzbekistan                                      | UzSD           | Uzbek Society of the Deaf |
| 130 (CXXX)    |      | Venezuela                                       | FEVENSOR       | Federación Venezolana de Sordos |
| 131 (CXXXI)   |      | Zambia                                          | ZNAD           | Zambia National Association of the Deaf                                                                                             |
| 132 (CXXXII)  |      | Zimbabwe                                        | ZIMNAD         | Zimbabwe National Association of the Deaf                                                                                           |

### Ex membri
| Numero       | Anno     | Nazione     | Sigla    | Associazione                                                         |
| ------------ | -------- | ----------- | -------- | -------------------------------------------------------------------- |
| 2 (II)       | ? - 2023 | Afghanistan | ANAD AFG | Afghanistan National Association of the Deaf                         |
| 4 (IV)       | ? - 2023 | Algeria     | FNSA     | Fédération Nationale des Sourds d'Algérie                            |
| 58 (LVIII)   | ? - 2023 | Iran        | INCD     | Iranian National Center of the Deaf                                  |
| 65 (LXV)     | ? - 2023 | Kuwait      | KCD      | Kuwait Club for the Deaf                                             |
| 67 (LXVII)   | ? - 2023 | Libano      | AOSML    | Association de L'Oeuvre des Sourds-Muets au Liban                    |
| 70 (LXX)     | ? - 2023 | Libia       | LGFDS    | Libyan General Federation of Deaf Societies                          |
| 82 (LXXXII)  | ? - 2023 | Marocco     | AMS      | Association Marocaine des Sourds                                     |
| 92 (XCII)    | ? - 2023 | Pakistan    | PAD      | Pakistan Association of the Deaf                                     |
| 99 (XCIX)    | ? - 2023 | Qatar       | ---      | The Qatari Center of Social Cultural for the Deaf                    |
| 117 (CXVII)  | ? - 2023 | Siria       | SFSWD    | Syrian Federation of Societies for the Welfare of the Deaf (sospeso) |
| 122 (CXXII)  | ? - 2023 | Tunisia     | VST      | Association Voix du Sourd de Tunisie                                 |
| 123 (CXXIII) | ? - 2023 | Turchia     | TNFD     | Turkish National Federation of the Deaf                              |

## Presidenti WFD
- Vittorio Ieralla (1951 - 1955)
- Dragoljub Vukotić (1955 - 1983)
- Yerker Andersson (1983 - 1995)
- Liisa Kauppinen (1995 - 2003)
- Markku Jokinen (2003 - 2011)
- Colin Allen (2011 - 2019)
- Joseph J. Murray[10][11] (2019 - in carica)

## Rapporti con l'ONU
Il WFD ha del rapporto con le Nazioni Unite ed è rappresentato sui seguenti gruppi:
- Consiglio Economico e Sociale (ECOSOC)
- Commissioni Regionali:
  - Commissione economica per l'Africa (ECA)
  - Commissione economica per l'Europa (ECE)
  - Commissione economica per l'America Latina ei Caraibi (ECLAC)
  - Commissione economica e sociale della Commissione per l'Asia e il Pacifico (ESCAP)
  - Commissione economica e sociale per l'Asia occidentale (ESCWA)

Esperti sulle norme standard delle Nazioni Unite per le pari opportunità per:
- Persone con disabilità;
- Ufficio dell'Alto Commissario delle Nazioni Unite per i Diritti Umani (OHCHR)
- Educazione, la Scienza e la Cultura (UNESCO)
- Organizzazione internazionale del lavoro (ILO)
- Organizzazione Mondiale della Sanità (WHO)
- Banca Mondiale
- Consiglio d'Europa

Il WFD fornisce consulenza di esperti sulle questioni per Sordi nel suo rapporto con le altre organizzazioni internazionali e gruppi professionali.